# Emirado de Bari

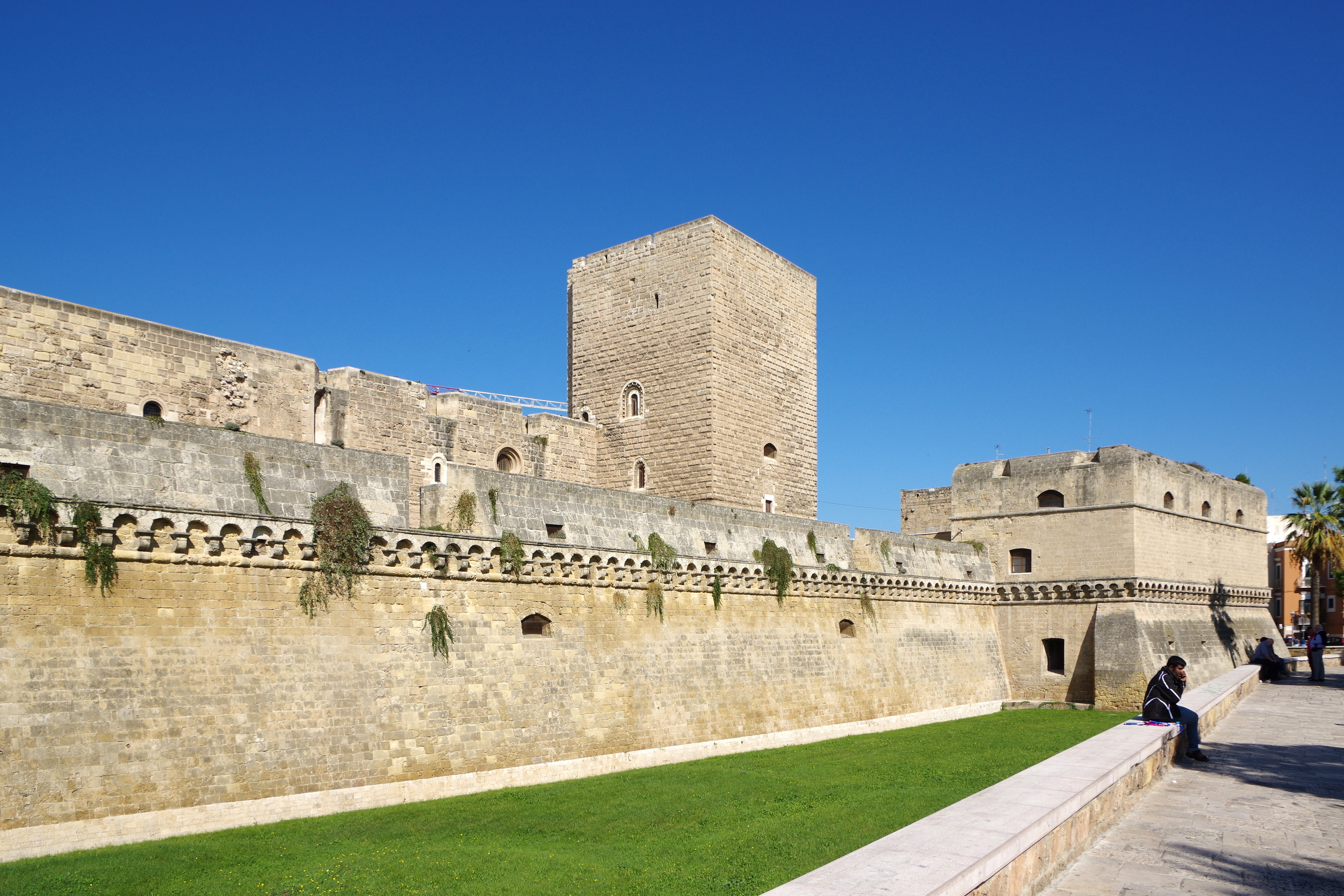
Castelo de Bari

O Emirado de Bari foi um estado sarraceno (emirado) de curta duração centrado na cidade de Bari, no sul de Itália, que existiu entre 847 e 871. Foi o episódio mais longo da história do islamismo no sul da Itália.

## Antecedentes e primeiros anos
Bari começou por ser alvo de assaltos de piratas berberes e árabes no final de 840 ou início de 841, chegando a ser ocupada brevemente. Segundo o historiador persa do século IX al-Baladuri, Bari foi conquistada ao Império Bizantino por Calfune, um mirva, — possivelmente um berber, servo ou escravo fugido — do Emirado Aglábida de Ifríquia (África) ou dos territórios muçulmanos da Sicília. A conquista foi vista como pouco importante pelos contemporâneos muçulmanos, tendo sido levada a cabo por uma figura menor sem o apoio de qualquer outro estado muçulmano. Apesar disso, o sucessor de Calfune, Mufarrague ibne Salam, enviou pedidos ao califa abássida Mutavaquil em Bagdade e ao seu governador provincial do Egito para que lhe fosse atribuído o título de uale (wali; governador de uma província do califado), o qual acabaria por ser concedido ao seu sucessor. Mufarrague aumentou a influência muçulmana e expandiu o território do emirado.

## Reinado de Saudane
O terceiro e último emir de Bari foi Saudane, que subiu ao poder cerca de 857, depois do assassinato do seu antecessor Mufarrague. Saudane invadiu as terras do principado lombardo de Benevento, forçando o príncipe Adelgiso de Benevento a pagar-lhe tributo. Em 864, o emirado foi finalmente reconhecido oficialmente pelo califado, Em meados da década de 860, o monge franco Bernardo, o Sábio e dois acompanhantes pararam em Bari quando iam a Jerusalém em peregrinação. O seu pedido a Saudane por cartas de salvo-conduto para todo o caminho através do Egito e da Terra Santa foi atendido. Segundo o Itinerário de Bernardo (Itinerarium Bernardi), o relato da peregrinação de Bernardo, o civitatem sarracenorum (cidade sarracena) tinha pertencido aos "beneventanos".
A obra hebraica Crónica de Ahimaaz conta que Saudane, o último emir de Bari, governou a cidade de forma sensata e civilizada, e tinha boas relações com o académico judeu Abu Aaron. No entanto, as crónicas monásticas cristãs apresentam o emir como "nequissimus ac sceleratissimus" (intratável e perverso). É sabido que que os assaltos muçulmanos a cristãos (e também a judeus) não cessaram durante o reino de Saudane. Há evidências de que na região a cultura florescia nesse tempo, e Giosuè Musca sugere que o emirado foi muito benéfico para a economia local e durante a sua vigência floresceram o tráfico de escravos (o que escandalizava alguns eclesiáticos piedosos como Bernardo) e o comércio de vinho e cerâmica. No reinado de Saudane, a cidade de Bari foi embelezada com uma mesquita, palácios e outras obras públicas.
Em 859, Lamberto I, duque de Espoleto juntou-se a Gerardo, conde dos Marsos, Maielpoto, gastaldo de Telese, e Vandelberto, gastaldo de Bojano, para impedir Saudane de reentrar em Bari depois de uma campanha contra Cápua e a Terra di Lavoro. Apesar da batalha que se seguiu ter sido sangrenta, Saudane conseguiu voltar à sua capital.[carece de fontes?]
O emirado de Bari durou o tempo suficiente para estabelecer relações com os seus vizinhos cristãos. Segundo o Crónica de Salerno (Chronicon Salernitanum), o emirado enviou embaixadores (legados) a  Salerno, os quais ficaram hospedados no palácio episcopal, apesar do desagrado do bispo. Bari também serviu de refúgio a pelo menos um exilado político, um rival do sacro imperador romano Luís II, que fugiu da sua terra natal, Espoleto, durante uma revolta. Em 865, Luís, talvez pressionado pela Igreja, sempre desconfortável com um estado muçulmano em Itália, emitiu um capitulário (decreto) ordenando aos soldados do norte de Itália que se concentrassem em Lucera na primavera de 866 para lançarem um assalto a Bari. As fontes contemporâneas são omissas sobre esta força ter chegado a marchar sobre Bari, mas no verão desse ano o imperador visitou a Campânia na companhia da sua imperatriz Engelberga, tendo sido pressionado veementemente pelos príncipes lombardo Adelgiso de Benevento, Guaifério de Salerno e Landolfo II de Cápua para atacar novamente Bari.

## Queda

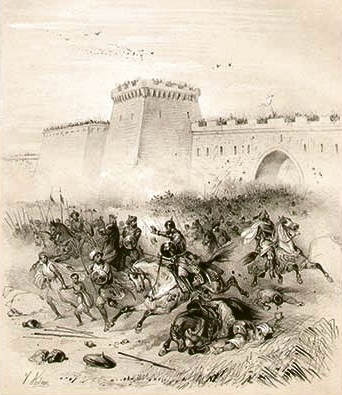
O sacro imperador romano na conquista de Bari numa ilustração do Atlas Universel Historique et Geographique, publicado em 1850.

Só na  primavera de 867 é que Luís empreendeu um ataque ao emirado. Começou por cercar Matera e Oria, recentemente conquistadas por Saudane, tendo incendiado a primeira. Oria era uma região próspera antes de ser conquistada pelos muçulmanos; Barbara Kreutz conjetura que Oria teria aclamado a chegada de Luís, enquanto Matera resistiu, pelo que foi arrasada. A conquista destas duas cidades pode ter dificultado severamente as comunicações entre Bari e Tarento, o outro estado muçulmano no sul de Itália. Luís colocou uma guarnição em Canosa, na fronteira entre Benevento e Bari, mas retirou-se para Benevento em março de 868. É provável que tenha sido nesta altura que Luís entrou em negociações com o novo imperador bizantino Basílio I, o Macedônio (r. 867–886). Essas negociações aparentemente envolviam o acordo do casamento de uma filha de Luís com o filho mais velho de Basílio I, Constantino, em troca de assistência naval por parte dos bizantinos na tomada de Bari. A Crónica de Salerno é inconsistente no que se refere a quem tomou a iniciativa de tais negociações, pois começa por relatar que foi Luís, mas depois refere que foi Basílio I.
O ataque conjunto de Luís e da marinha bizantina foi acordado para o final do verão de 869 e Luís permaneceu em Benevento a planear as operações pelo menos até junho. A armada bizantina, composta de 400 navios (a crer nos Anais Bertinianos) e comandada por Nicetas Orifa chegou com expetativa de que Luís entregasse a mão da sua filha imediatamente, mas ele recusou-se a fazê-lo, não se sabe porque razão, mas talvez porque Nicetas se recusou a reconhecer o seu título imperial, chamando-lhe apenas "rei". Luís refere-se posteriormente numa carta ao "comportamento insultuoso" do almirante bizantino. No entanto, também é possível que Luís tenha agido assim por causa da frota bizantina ter chegado muito tarde, já no final do outono, quando as tropas de Luís se encontravam dispersas nos quartéis de inverno. A armada bizantina retirou-se sem chegar a participar no cerco.
Em 870, os muçulmanos de Bari intensificaram os seus raides, chegando a devastar a península de Gargano, incluindo o Santuário do Monte de São Miguel Arcanjo. O imperador Luís respondeu atacando o interior dos territórios muçulmanos na Apúlia e Calábria, mas evitando as povoações maiores, como Bari e Tarento. Ao que parece, algumas cidades foram libertas do controlo muçulmano e todos os bandos muçulmanos encontrados foram esmagados. Provavelmente encorajado por estas vitórias, Luís atacou Bari com uma força terrestre de lombardos e francos apoiada por uma frota croata de esclavenos. Em fevereiro de 871, a cidadela foi tomada e Saudane foi capturado e levado para Benevento em cadeias. O relato que se encontra na obra Sobre a Administração Imperial do imperador bizantino Constantino VII Porfirogénito (r. 913–959) sobre o papel determinante dos bizantinos na queda da cidade é provavelmente uma invenção.